# Richard Weinberger
Richard Weinberger (Moose Jaw, 7 de junho de 1990) é um nadador canadense que conquistou uma medalha de bronze nos Jogos Olímpicos de Londres de 2012 na maratona de 10 km.